# Richard Bonynge
Richard Alan Bonynge (Sídney, 29 de septiembre de 1930) es un pianista y director de orquesta australiano.
Bonynge se educó en el Sydney Boys High School antes de estudiar piano en el Royal College of Music de Londres. Abandonó su beca musical, continuando sus estudios de piano en privado, y se convirtió en un profesor privado para cantantes. Uno de ellos fue Joan Sutherland, a quien él había acompañado en Australia. Pronto se casaron y se convirtieron en un dúo, primero (hasta 1962) haciendo recitales. Cuando el director correspondiente para un recital de arias operísticas enfermó, Bonynge se adelantó y, desde entonces en adelante, dirigió virtualmente todas las interpretaciones de su esposa. 
Su estreno como director de ópera en escena tuvo lugar en 1963 en Vancouver, donde dirigió Fausto. El mismo año, también en Vancouver, dirigió Norma por vez primera, protagonizada por Sutherland y Marilyn Horne. También dirigió a la Orquesta de Cámara Inglesa en muchas grabaciones.
Al hacer cierta investigación y leer sobre compositores belcantistas italianos y Massenet, Richard Bonynge descubrió la propia afirmación de Massenet sobre su ópera Esclarmonde como su "mejor logro". Esto despertó la curiosidad de Bonynge, incluso más debido a que Esclarmonde había caído en total olvido y se representó raramente desde el final del siglo XIX. Obtuvo una dañada partitura vocal de ella en París, y posteriormente compró toda la partitura orquestal en una subasta en Nueva York. Aunque su esposa, inicialmente, fue escéptica al respecto, Richard Bonynge se entusiasmó con la ópera y al final la convenció de que debía interpretar el papel de Esclarmonde ella misma. De manera que los estrenos en la Ópera de San Francisco y la Metropolitan Opera tuvieron lugar en 1974 y 1976, respectivamente.
En 1977 fue el director musical fundador de la orquesta de la Ópera de Vancouver (en su creación), cuando él dirigió Le roi de Lahore representada allí (en la que también intervino su esposa).
Bonynge hizo su estreno en el Metropolitan el 12 de diciembre de 1966, y su última interpretación allí fue el 6 de abril de 1991. La mayor parte de estas representaciones él dirigió allí entre 1966 y 1987 fueron con su esposa cantando. Al principio, su especialidad (hasta principios de los años setenta) fue música del siglo XVIII y principios del XIX, en su mayor parte repertorio belcantista (Rossini, Bellini y Donizetti). Luego gradualmente añadió también Verdi medio (La traviata, Rigoletto, El trovador), Offenbach (Los cuentos de Hoffmann), entonces también Massenet (Esclarmonde y Werther). También ha grabado tres ballets de Delibes – La Source, Coppélia y Sylvia, y los tres ballets de Chaikovski – El lago de los cisnes, La bella durmiente y El cascanueces.
Desde 2007, dirigió una serie de interpretaciones en unos pocos teatros de ópera alrededor de los EE. UU. (Gran Ópera de Florida, Teatro de Ópera de Michigan), y ahora está principalmente implicado con la compañía de Ópera de Australia (Lucía de Lammermoor en agosto de 2008, y en 2006 para la Ópera de Queensland; Capuletos y Montescos en Melbourne y Sídney a mediados de 2009).

## Honores
Richard Bonynge fue nombrado Comendador de la Orden del Imperio Británico (CBE) por sus servicios a la música en 1977. En 1983, fue nombrado Oficial de la Orden de Australia, y en 1989 Commandeur de la Orden Nacional del Mérito. En 2009, Bonynge fue premiado con el Premio Memorial Sir Bernard Heinze de 2009.